# Marc Gual
Marc Gual Huguet (ur. 13 marca 1996 w Badalonie) – hiszpański piłkarz, występujący na pozycji napastnika, od 2025 w portugalskim klubie Rio Ave FC. W 2017 roku reprezentował młodzieżowo kraj. Król strzelców Ekstraklasy 2022/2023.

## Kariera klubowa

### Początki i gry w rezerwach Espanyolu (2015–2016)
Wychowanek Espanyolu Barcelona, do rezerw dołączył w 2015 roku. Debiut w drugim zespole zaliczył 4 października 2015 roku w meczu przeciwko rezerwom Valencii, zremisowanym 1:1, grają 58 minut. Pierwszego gola strzelił 3 stycznia 2016 roku w meczu przeciwko rezerwom Villarrealu, zremisowanym 2:2. Do siatki trafił w 71. minucie. Łącznie w rezerwach katalońskiego klubu zagrał w 35 meczach i strzelił 13 goli.

### Gra w rezerwach Sevilli (2016–2018)
9 listopada 2016 roku trafił do rezerw Sevilli FC. W tym klubie zadebiutował 19 listopada w meczu przeciwko RCD Mallorca, zremisowanym 2:2. W debiucie strzelił gola – do siatki trafił w 43. minucie. Pierwszą asystę zaliczył 26 lutego 2017 roku w meczu przeciwko Levante UD, zremisowanym 1:1. Asystował przy golu w 77. minucie. Łącznie w tym zespole zagrał 47 meczów, strzelił 15 goli i zanotował 8 asyst.
Natomiast w pierwszym zespole Sevilli nie zagrał żadnego meczu.

### Pierwsze wypożyczenie (2018–2019)
8 sierpnia 2018 roku został wypożyczony do Realu Zaragoza. Debiut w tym klubie zaliczył 19 sierpnia w meczu przeciwko CF Rayo Majadahonda, wygranym 2:1, grając 89 minut. Pierwszego gola strzelił 28 września w meczu przeciwko Albacete, zremisowanym 2:2. Do siatki trafił w 53. minucie. Łącznie w Zaragozie zagrał 29 meczów i strzelił 6 goli.

### Drugie wypożyczenie (2019–2020)
1 lipca 2019 roku został ponownie wypożyczony – tym razem do Girony FC. Debiut w tym klubie zaliczył 18 sierpnia w meczu przeciwko Sportingowi Gijón, zremisowanym 1:1. W debiucie asystował – przy golu w 90. minucie. Pierwszego gola strzelił 17 września w meczu przeciwko UD Almería, przegranym 3:1. Do siatki trafił w 56. minucie. Na tym wypożyczeniu zagrał 19 ligowych meczów, strzelił 4 gole i zanotował 2 asysty.

### Trzecie i ostatnie wypożyczenie (2020)
30 stycznia 2020 roku został wypożyczony do Realu Madryt Castilla. Debiut w rezerwach stołecznego klubu zaliczył 2 lutego w meczu przeciwko UP Langreo, zremisowanym 1:1. W debiucie strzelił gola – do siatki trafił w 56. minucie. Pierwszą asystę zaliczył 7 marca w meczu przeciwko Coruxo FC, wygranym 4:0. Asystował przy golu w 58. minucie. Łącznie w tym zespole zagrał 6 meczów, strzelił 2 gole i raz asystował.

### AD Alcorcón (2020–2022)
1 września 2020 roku trafił do AD Alcorcón. Debiut w tym klubie zaliczył 13 września w meczu przeciwko CD Mirandés, zremisowanym 0:0, grając 83 minuty. Pierwszego gola strzelił 20 listopada w meczu przeciwko CD Lugo, wygranym 1:0. Jedynego gola strzelił w 82. minucie. Pierwszą asystę zaliczył 9 września w meczu przeciwko CE Sabadell, zremisowanym 1:1. Asystował przy golu w 76. minucie. Łącznie w tym zespole zagrał 50 meczów strzelił 6 goli i zanotował 2 asysty.

### SK Dnipro-1 (2022–2023)
13 stycznia 2022 roku trafił do SK Dnipro-1.

### Wypożyczenie do Jagiellonii Białystok (2022–2023)
23 marca 2022 roku został wypożyczony do Jagiellonii Białystok na okres pół roku. 12 maja 2023, już po zakontraktowaniu Guala przez Legię (ale dopiero od następnego sezonu), Jagiellonia mierzyła się na Stadionie Wojska Polskiego w lidze właśnie z „Wojskowymi”. Hiszpan zdobył gola na 1:0, ale nie celebrował go, jedynie podniósł ręce w geście przeprosin (a samo spotkanie ostatecznie zakończyło się porażką Jagiellonii 1:5). Sezon 2022/2023 w Ekstraklasie Gual zakończył z 16 golami i sześcioma asystami, został królem strzelców.

### Legia Warszawa (2023–2025)
11 maja 2023 ogłoszono podpisanie przez Legię Warszawa z Gualem 3-letniego kontraktu, obowiązującego od początku sezonu 2023/2024 (od 1 lipca 2023).

### Rio Ave FC (2025–)
9 sierpnia 2025 został zawodnikiem portugalskiego ekstraklasowego Rio Ave FC, z którym związał się rocznym kontraktem.

## Kariera reprezentacyjna
W reprezentacji U-21 zagrał 3 mecze.

## Sukcesy

### Klubowe

#### Legia Warszawa
- Puchar Polskiː 2024/2025 [34]
- Superpuchar Polski: 2023[35]

### Indywidualne

#### Jagiellonia Białystok
- Król strzelców ekstraklasy (2022-23) - 16 goli[36][37]